# Yoldia scissurata
Yoldia scissurata – gatunek małża należącego do podgromady pierwoskrzelnych.
Muszla wielkości około 3,5 – 4 cm. Kształtu owalnego, wydłużonego, jeden koniec muszli zaokrąglony, drugi  bardziej ostro zakończony. Kolor periostrakum muszli zielony.
Bytują w umiarkowanie głębokich wodach zagrzebane w mule. Są rozdzielnopłciowe, bez zaznaczonych różnic płciowych w budowie muszli. Odżywiają się planktonem oraz detrytusem.
Występuje w Ameryce Północnej na terenie od Oceanu Arktycznego do San Diego.